# Bahnhof Berlin Raoul-Wallenberg-Straße
Berlin Raoul-Wallenberg-Straße ist ein S-Bahnhof im Berliner Ortsteil Marzahn.
Der Haltepunkt befindet sich im Westen Marzahns an der Wriezener Bahn und wird östlich von der Märkischen Allee begrenzt, von Westen führt die Otto-Rosenberg-Straße zum Bahnhof. Er verfügt über einen Ausgang in der Bahnsteigmitte.

## Geschichte

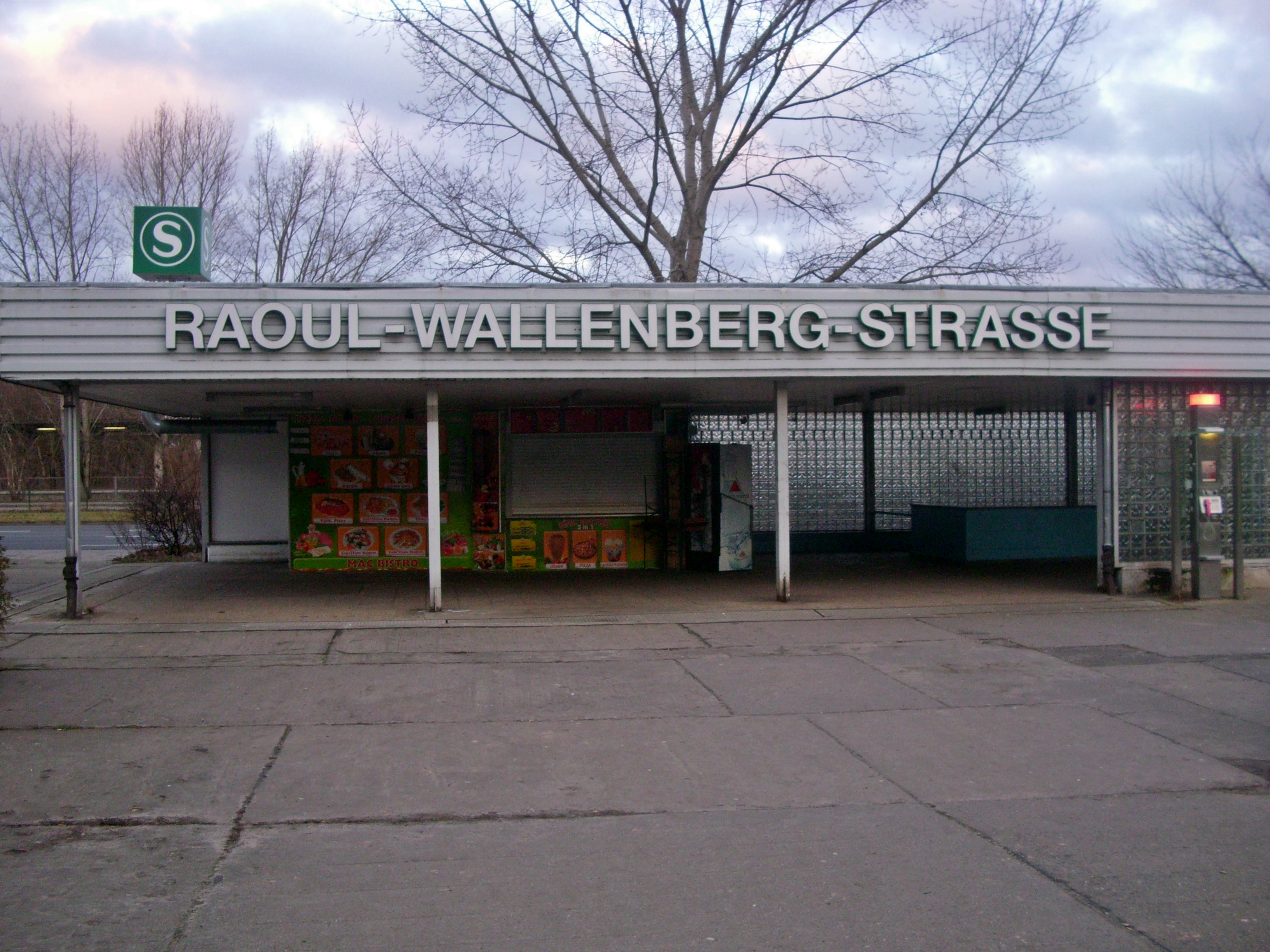
Zugangsbauwerk, 2007

Auf dem VIII. Parteitag der SED wurde 1971 beschlossen, die „Wohnungsfrage als soziales Problem bis 1990“ zu lösen. Zu diesem Zweck begann im Jahr 1977 der Wohnungsbau für die geplante Großsiedlung Marzahn. Die neuen Wohnhäuser entstanden in mehreren Abschnitten von Süden nach Norden. Da ein leistungsfähiger Nahverkehrsanschluss benötigt wurde, sollte eine S-Bahn-Strecke von Friedrichsfelde Ost über Springpfuhl zu der neuen Siedlung in Betrieb genommen werden. Am 15. Dezember 1980 wurde die Strecke vom Bahnhof Marzahn bis S-Bahnhof Otto-Winzer-Straße (heute: Mehrower Allee) verlängert und der S-Bahnhof Bruno-Leuschner-Straße (Arbeitstitel: Marzahn Mitte) in Betrieb genommen. Zunächst ging nur das stadtauswärtige Gleis in Betrieb, ab dem 1. September 1981 stand auch das stadteinwärtige Gleis bis Bruno-Leuschner-Straße zur Verfügung. Eine Verlängerung dieses Gleises zur Otto-Winzer-Straße war noch nicht möglich, da die Fernzüge auf der Wriezener Bahn an der westlichen Bahnsteigkante wendeten. Da zwischen Marzahn und Otto-Winzer-Straße keine Gleiswechsel vorgesehen waren, wurden beide Streckengleise betrieblich wie zwei eingleisige Strecken geführt. Auf dem östlichen Gleis fuhr die Zuggruppe P (Paula), auf dem westlichen Gleis die Verstärkerzuggruppe R (Richard). Mit der Verlängerung der S-Bahn-Strecke nach Ahrensfelde und der Verlegung des Fernbahnendpunkts dorthin wurde auch der durchgehende zweigleisige Betrieb aufgenommen.
Der Ursprungsname des Bahnhofs Bruno-Leuschner-Straße wurde am 31. Januar 1992, wie der Name der Straße, in Raoul-Wallenberg-Straße geändert. Raoul Wallenberg, ein schwedischer Diplomat, half 1944 hunderten ungarischen Juden mittels eines selbstentworfenen Schutzpasses zur Flucht.

## Anbindung
Am Bahnhof Raoul-Wallenberg-Straße hält die Linie S7 der S-Bahn Berlin und es besteht ein Übergang zu den Omnibuslinien X54 und 154 der Berliner Verkehrsbetriebe.
| Linie | Verlauf |
| ----- | --- |
|       | Potsdam Hauptbahnhof – Babelsberg – Griebnitzsee – Wannsee – Nikolassee – Grunewald – Westkreuz – Charlottenburg – Savignyplatz – Zoologischer Garten – Tiergarten – Bellevue – Hauptbahnhof – Friedrichstraße – Hackescher Markt – Alexanderplatz – Jannowitzbrücke – Ostbahnhof – Warschauer Straße – Ostkreuz – Nöldnerplatz – Lichtenberg – Friedrichsfelde Ost – Springpfuhl – Poelchaustraße – Marzahn – Raoul-Wallenberg-Straße – Mehrower Allee – Ahrensfelde |